# Table de Schulte
Une table de Schulte est une grille avec des nombres ou des lettres distribués au hasard, utilisée pour développer la lecture rapide, la vision périphérique, l'attention et la perception visuelle,. 

## La description
On utilise généralement une table 5x5, mais il existe des variations possibles avec différentes dimensions, cellules colorées et valeurs. 
Concentrez-vous sur le centre de la grille et trouvez tous les chiffres (ou lettres) correspondant à votre vision périphérique, c'est-à-dire sans bouger les yeux.
Voici un exemple de table de schulte.

## Interprétation des résultats
La vitesse d'achèvement et le nombre d'erreurs sont la mesure de l'efficacité.  À partir des résultats de chaque tableau, la « courbe épuisante » peut être construite, reflétant la stabilité de l’attention et les fonctionnalités de vision périphérique. 
Les autres mesures pouvant être calculées à partir des performances de obtenues à la table de Schulte incluent : 
- efficacité du travail ( WE );
- échauffement du travail ( WU );
- stabilité psychologique ( PS ).

WE = (T1 + T2 +… + Tn) / n , où Ti - temps d'exécution du tableau i . 
WU = T1 / WE
Le résultat de 1,0 et moins indique un bon échauffement, tandis que 1,0 et plus signifie qu'il faut plus de temps pour se préparer au travail principal (échauffement). 
PS = Tn-1 / WE
Le résultat de 1,0 et moins montre une bonne stabilité psychologique. 
Les effets positifs incluent la stabilité de l’attention, une perception visuelle améliorée, une vision périphérique améliorée et le développement de la lecture rapide. 

## L'histoire
La table de Schulte a été développée à l'origine comme test psycho-diagnostique pour étudier les propriétés de l'attention, par le psychiatre et psychothérapeute allemand Walter Schulte (1910 - 1972)).  De 1962 à 1972, le professeur Schulte a travaillé à Tübingen, où il a travaillé dans les domaines de la psychopathologie et de la psychothérapie.  Initialement, l'échantillon a été développé en psychologie du génie, il a été utilisé pour évaluer l'efficacité et la rapidité des mouvements de recherche de la vision. 